# Magura (zila)
Magura (en bengalí: মাগুরা) es un zila o distrito de Bangladés que forma parte de la división de Khulna.
Comprende 4 upazilas en una superficie territorial de 631 km² : Magura, Mohammadpur, Shalikha y Sreepur.
La capital es la ciudad de Magura.

## Upazilas con población en marzo de 2011[2]
- Magura Sadar 380,107
- Mohammadpur 207,905
- Shalikha 163,658
- Sreepur 166,749

## Demografía
Según estimación 2010 contaba con una población total de 946.099 habitantes.